# Kojbagar
Kojbagar (rusky Койбагар) je bezodtoké jezero v Kostanajské oblasti v Kazachstánu. Leží na Turgajské plošině. Má rozlohu 127 km². Ta se mění v závislosti na kolísání hladiny.

## Pobřeží
Pobřeží je převážně nízké.

## Vodní režim
Zdroj vody je sněhový.

## Vlastnosti vody
V létě je voda mírně slaná.